# لیودمیلا ژوراولوا
لیودمیلا ژوراولوا (روسی: Людмила Васильевна Журавлёва؛ اوکراینی: Людмила Василівна Журавльова؛ زادهٔ ۲۲ مهٔ ۱۹۴۶) اخترشناس اهل اتحاد جماهیر شوروی است که در رصدخانهٔ اخترفیزیکی کریمه کار کرد و در مجموع ۲۱۳ ریزسیاره را کشف کرده‌است. وی همچنین سیارک‌های تروجانی مانند سیارک ۴۰۸۶، سیارک ۲۳۷۴ نیز کشف کرده‌است.